# Marcus Fulvius Flaccus (consul en -264)
Marcus Fulvius Flaccus est un homme politique romain du IIIe siècle av. J.-C., père du consul de 237 av. J.-C. Quintus Fulvius Flaccus. Membre de la gens plébéienne Fulvia, il est le fondateur de la branche portant le cognomen Flaccus.

## Biographie
En 271 av. J.-C., il est tribun de la plèbe ; il fait achever la construction, avec Manius Curius Dentatus en tant que duumviri aquae perducendae, de l'aqueduc Anio, qui prendra plus tard le nom de Vetus lorsque l'aqueduc de l'Anio Novus sera construit.
En 264 av. J.-C., il est élu consul avec pour collègue Appius Claudius Caudex. Il conquiert la dernière ville étrusque encore libre, Velzna. Il reçoit le droit de triompher et fait construire un temple dédié au dieu Vertumne sur l’Aventin à Rome ; une inscription concernant sa victoire a été relevée dans le temple de Mater Matuta sur le Forum Boarium : « M(arcos) Folv[io(s) Q(uinti) f(ilios) cos]ol [dede]d Volsi[niis] cap[tis] ».
En 246 av. J.-C., il est maître de cavalerie sous le dictateur Tiberius Coruncanius.